# Božena Benešová

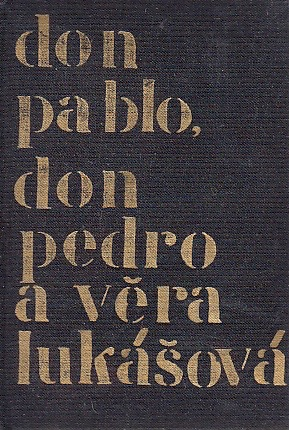
396x396bod

Božena Benešová, roz. Zapletalová, (30. listopadu 1873, Nový Jičín – 8. dubna 1936, Praha) byla moravská básnířka a spisovatelka. Větší část svého mládí prožila v Uherském Hradišti a Napajedlích, kde se i vdala. V roce 1908 se přestěhovala do Prahy.

## Život
Její rodiče byli Roman Zapletal a Bertha roz. Kostelniková. Za manžela si vzala r. 1896 Josefa Beneše (1865), se kterým se r. 1912 rozvedla; zůstali spolu až do jeho smrti r. 1933. Jejím prastrýcem byl moravskoslezský vrchní státní zástupce František Zapletal z Luběnova (1826–1898).
Velký vliv na ni mělo přátelství s Růženou Svobodovou. Pomohla jí z rezignované melancholie v době po svatbě a podporovala ji jako spisovatelku. Bohatě korespondovaly, Svobodová ji navštívila na Moravě, společně cestovaly do Itálie (1903 a 1907). Přátelství trvalo až do smrti Růženy Svobodové v roce 1920. Svobodová vyžadovala po Benešové (podobně jako po herečce a spisovatelce Haně Kvapilové) kázeň a každodenní práci s literaturou, nutila ji dokončovat práci. Seznámila ji s F. X. Šaldou.
Na druhou cestu do Itálie v r. 1907 se vydaly Svobodová s Benešovou spolu s Josefem Svatoplukem Macharem. V roce 1907 a 1908 redigovala Benešová přílohu Ženské revui Žena v umění. Tato zkušenost jí otevřela dveře k pozdější spolupráci s jinými časopisy, např. Masarykovou Naší dobou. V této situaci se r. 1908 rodina rozhodla přestěhovat do Prahy.
Během válečných let 1914–1918 dokončila knihy povídek Myšky a Kruté mládí a začala pracovat na dosud největším literárním díle, románu Člověk.
Roku 1926 začala pracovat v YWCE jako tajemnice německého kroužku, knihovnice, vedoucí letního tábora ap. Práce byla do určité míry východiskem z finanční nouze, dívky z klubovny YWCA si ji velmi oblíbily a utvořily kroužek „Dívky Boženy Benešové“. Později, když byla nemocná, jim diktovala poslední pokračování Dona Pabla, Dona Pedra a Věry Lukášové. Od 24. května 1932 byla řádnou členkou České akademie věd a umění.
Zemřela 8. dubna 1936 ve svém dejvickém bytě v Srbské ulici a je pohřbena na bubenečském hřbitově vedle manžela.

## Dílo
Představitelka psychologické prózy, její postavy zápasí s vnitřní osamělostí a sobectvím. Většinou se jedná o mladé lidi z maloměsta. Na její tvorbu mělo velký vliv dílo Růženy Svobodové. Naopak za Benešovou docházely později mladé spisovatelky Marie Majerová, Marie Pujmanová, Sofie Dostálová a Helena Dvořáková.
Po smrti Benešové se stala první editorkou jejích spisů kritička Pavla Buzková.

### Básnické sbírky
- Verše věrné i proradné (1909)
- Verše (1938)[7]

### Romány a novely
- Úder (1926), první díl válečné románové trilogie z let 1914–1918[8]
- Podzemní plameny (1929), druhý díl válečné trilogie
- Tragická duha (1933), třetí díl válečné trilogie[9]
- Člověk (1934), román, dva díly[10]
- Don Pablo, don Pedro a Věra Lukášová (1936), novela jejíž hlavní hrdinkou je mladá dívka, která udělá bolestnou zkušenost se svým prvním setkáním se světem dospělých, tuto zkušenost překoná především díky přátelství s mladým chlapcem.[11]Busta Boženy Benešové v Praze-Bubeneč

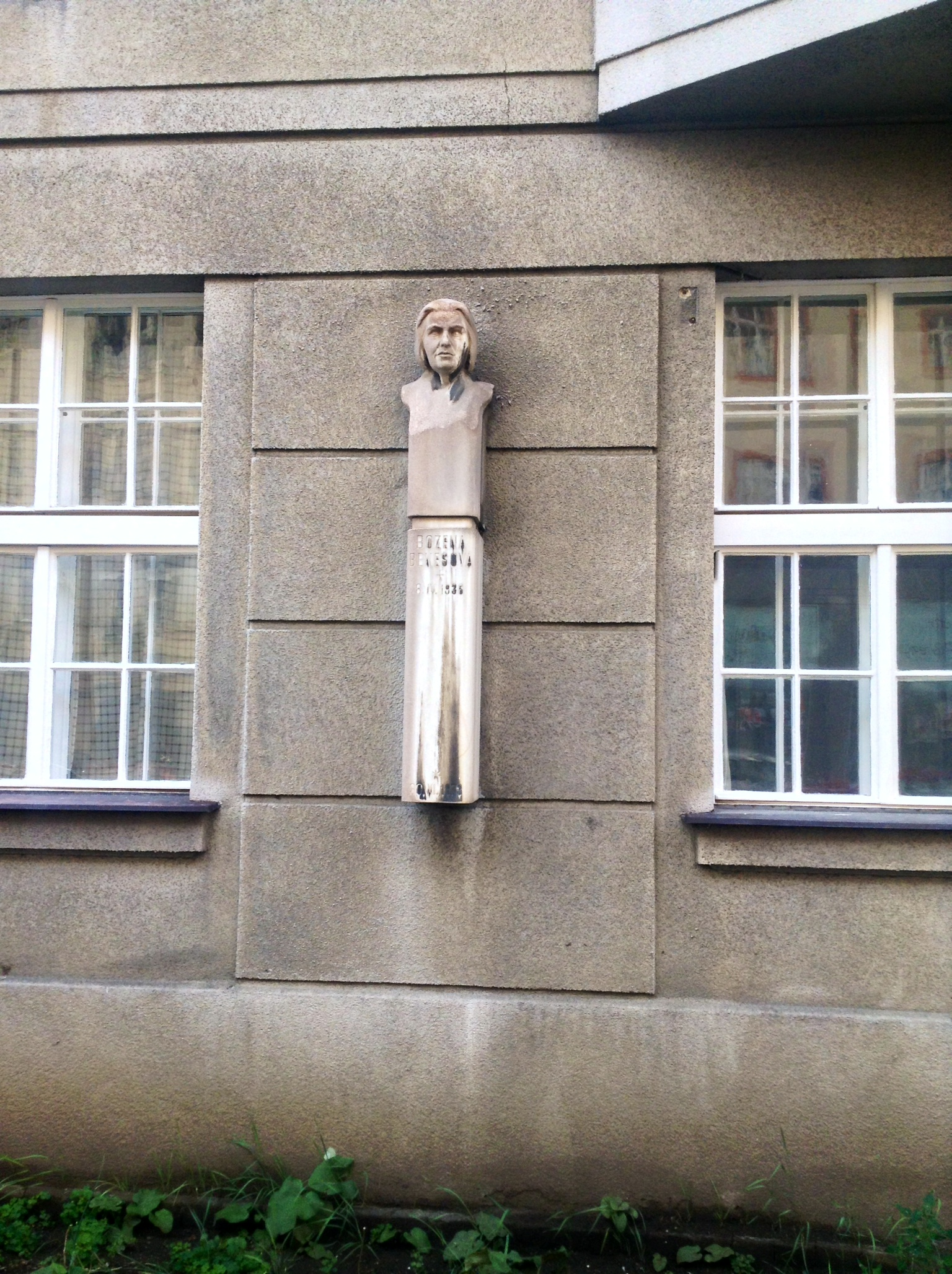
Busta Boženy Benešové v Praze-Bubeneč

### Povídkové soubory
- Nedobytá vítězství (1910)
- Tři povídky (1914)[12]
- Kruté mládí (1917)[13]
- Tiché dívky (1922)
- Oblouzení (1923)[14]
- Myšky (1926)[15]
- Chlapci (1927),
- Není člověku dovoleno (1931)
- Rouhači a oblouzení (1933)[16]

### Divadelní hry
- Dramata (1937), obsahuje hry Hořký přípitek, Jasnovidka a Zlatá ovce
- Věra Lukášová (1939), lyrická hra mládí o dvou částech – přepsal E. F. Burian

### Filmové a televizní adaptace
- Věra Lukášová (1939), režie Emil František Burian, v titulní roli Jiřina Stránská
- Věra Lukášová (1965), Československá televize, hudba: E. F. Burian, režie: Josef Henke, v titulní roli Klára Jerneková
- Splynutí duší (1976), na motivy povídky Myšky, TV film, 74 min., režie Jan Matějovský, v hlavní roli Libuše Šafránková

### Rozhlas
- 1965 Věra Lukášová, Československý rozhlas Praha, hudba: E. F. Burian, příprava a režie: Josef Henke